# Kaye Hall
Kaye Hall (Estados Unidos, 15 de mayo de 1951) es una nadadora estadounidense retirada especializada en pruebas de estilo espalda, donde consiguió ser campeona olímpica en 1968 en los 100 metros.

## Carrera deportiva
En los Juegos Olímpicos de México 1968 ganó la medalla de oro en los 100 metros espalda, y en los relevos de 4x100 metros estilos, por delante de Australia y Alemania Occidental; y además ganó la medalla de bronce en los 200 metros espalda.
Y en los Juegos Panamericanos de 1967 celebrados en Winnipeg, Canadá, ganó la plata en los 100 metros espalda.